# Acaudaleyrodes
Acaudaleyrodes is een geslacht van halfvleugeligen (Hemiptera) uit de familie witte vliegen (Aleyrodidae), onderfamilie Aleyrodinae.
De wetenschappelijke naam van dit geslacht is voor het eerst geldig gepubliceerd door Takahashi in 1951. De typesoort is Acaudaleyrodes pauliani.

## Soorten
Acaudaleyrodes omvat de volgende soorten:
- Acaudaleyrodes africanus (Dozier, 1934)
- Acaudaleyrodes ebeni Manzari & Alemansoor, 2005
- Acaudaleyrodes pauliani Takahashi, 1951
- Acaudaleyrodes rachipora (Singh, 1931)
- Acaudaleyrodes tuberculata Bink-Moenen, 1983